# Bluey
Bluey er en australsk animationsserie for børn, der havde premiere på ABC Kids 1. oktober 2018. Programmet blev skabt af Joe Brumm og produceret af det Queensland-baserede selskab Ludo Studio. Serien blev bestilt af Australian Broadcasting Corporation og British Broadcasting Corporation, og BBC Studios har de globale distributions- og merchandiserettigheder. Serien havde premiere på Disney Junior i USA og blev udgivet international på Disney+. I Danmark er serien blevet vist på DR Ramasjang.
Serien følger Bluey, en antropomorfisk 6-årig (senere 7-årig) Blue Heeler hundehvalp, der er karakteriseret ved hendes store energi, fantasi og nysgerrighed på verden. Hun bor sammen med sin far, Bandit; mor, Chilli; og lillesøster, Bingo, der ofte er med på Blueys eventyr, hvor de leger fyldt med fantasi. Andre karakterer i programmet er repræsenteret af andre hunderacer. De overordnede temaer inkluderer familie, at vokse op og australsk kultur. Programmet blev skabt og bliver produceret i Queensland; hovedstaden Brisbane har inspireret naturen og arkitekturen.
Bluey har konsistent haft høje seertal i Australien både som flow- og streaming-tv, og er blevet solgt i mangle lande verden over, hvor det ligeledes har været en succes. I november 2023 var det det mest streamede program på tværs af streamingtjenester med 3,8 mia. minutter streamet denne måned og det blev den næstmest streamede serie på Disney+ i USA i 2023 med 43,9 mia. sete minutter.
Grundet den store succes er der blevet produceret merchandise og et teaterstykke med karaktererne. Programmet har vundet to Logie Awards for Most Outstanding Children's Program, en International Emmy Kids Award i 2019, og en Peabody Award i 2024.
Serien er blevet rost af kritikere for at afbilde moderne familiers hverdagsliv, konstruktive budskaber om forældreskab og for Bandits rolle som en positiv faderfigur.

## Karakterer
Titelkarakteren Bluey Heeler er en 6-årig (senere 7-årig) Blue Heeler hundehvalp der er fyldt med nysgerrighed og energi. Hun bor sammen med sin far, Bandit (originalstemme af David McCormack) der er arkæolog, hendes mor Chilli (originalstemme af Melanie Zanetti), der arbejde deltid i sikkerhedskontrollen i en lufthavn, og hendes 4-årige (senere 5-årige) søster, Bingo. Alle fire medlemmer af familien deltager i fantasifuld leg med hinanden og nogle gange sammen med deres naboer, Golden Retriever Pat (originalstemme af Brad Elliot) og hans søn Lucky og Chow Chow Wendy (originalstemme af Beth Durack og Emily Taheny) og hendes datter Judo.
Bandits lillebro Stribe (originalstemme af Dan Brumm) bor sammen med sin kone Trixie (originalstemme af Myf Warhurst) og deres to døtre, den bestemte 3-årige Muffin og hendes lillesøster Socks, der i løbet af serien lærer at gå på to ben og tale. Den udvidede Heeler-familie inkluderer også Bandit og Stribes bror Radley (originalstemme af Patrick Brammall) og hans flirt Frisky (originalstemme af Claudia O'Doherty), deres mor Chris (originalstemme af Chris Brumm), og deres far Bob (originalstemme af Ian McFadyen og Sam Simmons). Chillis udvidede familie inkluderer Mort (originalstemme af Laurie Newman) og hendes søster Brandy (originalstemme af Rose Byrne).
Blueys venner og klassekammerater inkluderer Coco (en lyserød puddelhund), Chloe (en dalmatiner), Honey (en Beagle), Indy (en afghansk mynde), Mackenzie (en Border Collie), Rusty (en Australian Kelpie), Snickers (en gravhund) og Winton (en engelsk bulldog). Børnene udforsker verden omkring dem igennem kreative rollespil, med venlig vejledning af deres lærer, en Australian Shepherd ved navn Calypso (originalstemme af Megan Washington). Børnekaraktererne i Bluey får alle lagt stemmer af seriens produktionsholds børn, og bliver således ikke krediteret som stemmeskuespillere.

## Casting og stemmer
Den originale sprogversion har David McCormack, fra bandet Custard, som stemme til Blueys far, Bandit. Da han oprindeligt blev kontaktet troede han, at han blot skulle indtale "et par linjer", men endte med at lægge stemme til Bandit i hele pilotepisoden. McCormack indtaler sin rolle fra Sydney, og det bliver herefter sendt til produktionsselskabet Brisbane. Han har udtalt, at han ikke hører stemmerne fra de andre skuespillere eller ser animationerne, når han indtaler sin rolle, og at han ikke ændrer sin stemme for at lægge stemme til Bandits dialog. Melanie Zanetti lægger stemme til Blueys mor, Chilli; hun blev interesseret i serien efter en gennemlæsning af manuskriptet til pilotepisoden.
Brumms mor, Chris Brumm, lægge stemme til Nana Heeler, mens hendes lillebror, Dan Brumm, lægger stemme til Onkel Stribe udover at arbejde som lyddesigner på serien. Stemmerne til børnekaraktererne i serien, inklusive Bluey og Bingo, bliver udøvet af børn af programmets produktionsafdeling, og de er således ikke offentligt tilgængelige for at beskytte deres privatliv.

### Danske stemmer
De danske stemmer inkluderer:
- Bluey
  - Sally Bergstrøm Søsted
  - Sandra Bothmann (som voksen)
- Bingo
  - Freja Amalie Høj Falkenberg (få afsnit)
  - Aya Ingrid Alber (sæson 1-3)
  - Simone Bergstrøm Søsted (sæson 1-3)
- Bandit: Jens Sætter-Lassen
  - Bertram Hasforth Klem (som ung)
- Chilli: Lotte Bergstrøm
- Onkel Stribe: Sonny Lahey
- Calypso: Vibeke Dueholm

## Priser og nomineringer
| Pris                                     | År   | Modtager(e) og nominerede          | Kategori                                                        | Resultat      | Ref.          |
| ---------------------------------------- | ---- | ---------------------------------- | --------------------------------------------------------------- | ------------- | ------------- |
| AACTA Awards                             | 2019 | Bluey                              | Best Children's Program                                         | Vundet        | [ 13 ]        |
| AACTA Awards                             | 2020 | Bluey                              | Best Children's Program                                         | Vundet        | [ 14 ]        |
| AACTA Awards                             | 2021 | Bluey                              | Best Children's Program                                         | Vundet        | [ 15 ]        |
| AACTA Awards                             | 2022 | Bluey                              | Best Children's Program                                         | Vundet        | [ 16 ]        |
| AACTA Awards                             | 2023 | Bluey                              | Best Children's Program                                         | Vundet        | [ 17 ]        |
| APRA Screen Music Awards                 | 2019 | Joff Bush (for "Teasing")          | Best Music for Children's Television                            | Nomineret     | [ 18 ]        |
| APRA Screen Music Awards                 | 2020 | Joff Bush (for "Flat Pack")        | Best Music for Children's Television                            | Nomineret     | [ 19 ]        |
| APRA Screen Music Awards                 | 2021 | Joff Bush                          | Best Music for Children's Programming                           | Vundet        | [ 20 ]        |
| APRA Screen Music Awards                 | 2021 | Bluey: The Album                   | Best Soundtrack Album                                           | Vundet        | [ 20 ]        |
| APRA Screen Music Awards                 | 2022 | Joff Bush                          | Most Performed Screen Composer – Overseas                       | Nomineret     | [ 21 ]        |
| APRA Screen Music Awards                 | 2023 | Joff Bush                          | Most Performed Screen Composer – Overseas                       | Vundet        | [ 22 ]        |
| ARIA Music Awards                        | 2021 | Bluey: The Album                   | Best Children's Album                                           | Vundet        | [ 23 ]        |
| Asian Academy Creative Awards            | 2020 | Bluey                              | Best Preschool Programme                                        | Vundet        | [ 24 ]        |
| Asian Academy Creative Awards            | 2022 | Bluey (for "Rain" and "Fairytale") | Best Preschool Programme                                        | Vundet        | [ 25 ]        |
| Australian Book Industry Awards          | 2020 | Bluey (for "The Beach", Penguin)   | Children's Picture Book of the Year (Ages 0–6)                  | Vundet        | [ 26 ] [ 27 ] |
| Australian Book Industry Awards          | 2020 | Bluey (for "The Beach", Penguin)   | Book of the Year                                                | Vundet        | [ 26 ] [ 27 ] |
| Australian Book Industry Awards          | 2021 | Bluey (for "The Creek", Penguin)   | Children's Picture Book of the Year (Ages 0–6)                  | Nomineret     | [ 28 ]        |
| Australian Directors' Guild Awards       | 2021 | Richard Jeffery (for "Sleepytime") | Best Direction in a Children's TV or SVOD Drama Program Episode | Vundet        | [ 29 ]        |
| Australian Toy Association               | 2020 | Bluey (Moose Toys)                 | Preschool License of the Year                                   | Vundet        | [ 30 ]        |
| BAFTA Children & Young People Awards     | 2022 | Bluey                              | International                                                   | Vundet        | [ 31 ]        |
| Banff World Media Festival Rockie Awards | 2021 | Bluey                              | Animation: Preschool (0–4)                                      | Vundet        | [ 32 ]        |
| Critics' Choice Television Awards        | 2022 | Bluey                              | Best Animated Series                                            | Nomineret     | [ 33 ]        |
| Critics' Choice Television Awards        | 2023 | Bluey                              | Best Animated Series                                            | Nomineret     | [ 34 ]        |
| Critics' Choice Television Awards        | 2024 | Bluey                              | Best Animated Series                                            | Nomineret     | [ 35 ]        |
| International Emmy Kids Awards           | 2019 | Bluey                              | Kids: Preschool                                                 | Vundet        | [ 36 ]        |
| Kidscreen Awards                         | 2021 | Bluey                              | Preschool Programming – Best Animated Series                    | Vundet        | [ 37 ]        |
| Kidscreen Awards                         | 2021 | Bluey                              | Creative Talent – Best Directing                                | Vundet        | [ 37 ]        |
| Kidscreen Awards                         | 2021 | Bluey                              | Creative Talent – Best Writing                                  | Vundet        | [ 37 ]        |
| Kidscreen Awards                         | 2021 | Bluey                              | Creative Talent – Best Music                                    | Vundet        | [ 37 ]        |
| Kidscreen Awards                         | 2023 | Bluey (for Series 3)               | Preschool Programming – Best Animated Series                    | Vundet        | [ 38 ]        |
| Logie Awards                             | 2019 | Bluey                              | Most Outstanding Children's Program                             | Vundet        | [ 39 ]        |
| Logie Awards                             | 2022 | Bluey                              | Most Outstanding Children's Program                             | Vundet        | [ 40 ]        |
| Logie Awards                             | 2023 | Bluey                              | Most Outstanding Children's Program                             | Nomineret     | [ 41 ]        |
| Peabody Awards                           | 2024 | Bluey                              | Children's & Youth                                              | Vundet        | [ 42 ]        |
| Prix Jeunesse International Awards       | 2020 | Bluey                              | TV – Up to 6 Years Fiction (Children's)                         | Nomineret     | [ 43 ]        |
| Prix Jeunesse International Awards       | 2022 | Bluey (for "Sleepytime")           | TV – Up to 6 Years Fiction (Children's)                         | Vundet        | [ 44 ]        |
| Screen Producers Australia Awards        | 2019 | Bluey                              | Animated Series Production of the Year                          | Vundet        | [ 45 ]        |
| Screen Producers Australia Awards        | 2019 | Bluey                              | Screen Business Export of the Year                              | Vundet (Tied) | [ 45 ]        |
| Screen Producers Australia Awards        | 2022 | Bluey (for Series 2)               | Children's Series Production of the Year                        | Vundet        | [ 46 ]        |
| Television Critics Association Awards    | 2021 | Bluey                              | Outstanding Achievement in Children's Programming               | Nomineret     | [ 47 ]        |
| Television Critics Association Awards    | 2023 | Bluey                              | Outstanding Achievement in Children's Programming               | Vundet        | [ 48 ]        |
| TV Blackbox Awards                       | 2021 | Bluey                              | Most Popular Children's Show                                    | Vundet        | [ 49 ]        |
| TV Tonight Awards                        | 2019 | Bluey                              | Best Kid's Show                                                 | Vundet        | [ 50 ]        |
| TV Tonight Awards                        | 2020 | Bluey                              | Best Kid's Show                                                 | Vundet        | [ 51 ]        |
| TV Tonight Awards                        | 2021 | Bluey                              | Best Kid's Show                                                 | Vundet        | [ 52 ]        |
| TV Tonight Awards                        | 2022 | Bluey                              | Best Kid's Show                                                 | Vundet        | [ 53 ]        |
| TV Tonight Awards                        | 2023 | Bluey                              | Best Kid's Show                                                 | Vundet        | [ 54 ]        |